# 평양 폭격대
"평양 폭격대"는 1972년 공개된 대한민국의 영화이다.

## 배역
- 신영균
- 윤정희
- 황해
- 김지미
- 신일룡
- 박암
- 구봉서
- 도금봉
- 백일섭
- 김석훈
- 최성호
- 이치우
- 송상균
- 양일민
- 김웅
- 송미남

## 수상
- 1972년 제11회 대종상
  - 반공영화작품상
  - 감독상 - 신상옥
  - 남우주연상 - 황해